# Happy hardcore
 Der er for få eller ingen kildehenvisninger i denne artikel, hvilket er et problem. Du kan hjælpe ved at angive troværdige kilder til de påstande, som fremføres i artiklen.

Happy hardcore er en undergenre af trance og hardcore/gabber. Denne genre er særdeles kendt for den høje bpm-værdi, og de meget "glade" og hurtige toner. Oftest er vokalen karakteriseret ved en meget lys kvindestemme, som er fordrejet elektronisk, eller en barnlig babystemme.  
Denne genre har opnået stor popularitet i Storbritannien, Australien, samt dele af Tyskland og Belgien, hvor breakbeat hardcore tidligere var dominerende. "Storebroderen" til denne genre er det mere dystre gabber.